# Гомес, Освалдо
Освалдо Гомес (порт.-браз. Oswaldo (Osvaldo) Gomes; 30 апреля 1888, Рио-де-Жанейро — 5 июля 1963, Рио-де-Жанейро) — бразильский футболист, нападающий. Автор первого гола в истории сборной Бразилии. Рекордсмен по количеству выигранных чемпионатов штата Рио-де-Жанейро — восемь.

## Карьера
Освалдо Гомес начал карьеру в клубе «Флуминенсе», где дебютировал 12 августа 1906 года в матче с «Рио-Крикет». В том же году он выиграл с клубом чемпионат штата Рио-де-Жанейро. 5 мая 1907 года Гомес забил первые голы за клуб, дважды поразив ворота «Интернасьонала» (5:0). В том же году нападающий выиграл ещё один титул чемпиона штата, а затем выигрывал этот титул ещё два раза подряд. В 1911 году клуб выиграл ещё один титул чемпионата штата. После окончания сезона клуб распался: Алберто Боргент был недоволен тем, что уступал место в составе Эрнесто Параньосу. Прочие игроки команды, за исключением Эдварда Калверта и Освалдо Гомеса были настроены аналогичным образом. Более того, эти игроки также хотели, чтобы Гомеса в составе заменили на Арналдо Гимарайнса. По результату девять футболистов покинули «Флуминенсе» и создали новый клуб — «Фламенго». Только Гомес и Калверт остались во «Флу». Гомес играл за команду до 1921 года, выиграв ещё три титула чемпиона штата. Всего за клуб Освалдо провёл 186 матчей (118 побед, 29 ничьих и 39 поражений) и забил 46 голов. Последний матч в составе «Флуминенсе» Гомес сыграл 17 июля 1921 года с «Бангу» (4:1).
Освалдо Гомес играл за сборную Бразилии. Он играл за команду, которая являлась национальной сборной, так как состояла из футболистов-граждан Бразилии, игравших за разные бразильские команды, но не признавалась Бразильской конфедерацией футбола, так как она проводила встречи до её образования. В частности, Освалдо дебютировал в ней 9 июля 1908 года в матче с Аргентиной (2:3). 21 июля 1914 года состоялся первый, «признанный», матч сборной Бразилии. В нём национальная команды играла с английским клубом «Эксетер Сити» и победила со счётом 2:0. Первый мяч в этой встрече забил Гомес после того, как на 15-й минуте встречи Абелардо де Ламаре столкнулся с вратарём соперников, а Освалдо подхватил мяч на грудь и затем переправил его в ворота. 27 сентября того же года Гомес сыграл в первом розыгрыше Кубка Рока, в котором бразильцы добились победы. Последний матч за национальную команду футболист сыграл 13 мая 1917 года в матче с клубом «Спортиво Барракас», где он вышел на замену.
В 1920 году Гомес являлся главным тренером сборной Бразилии на чемпионате Южной Америки, где национальная команда заняла третье место. В 1921 году он был избран президентом Бразильской конфедерации спорта, предшественника Бразильской конфедерации футбола, став пятым человеком в этой должности. 26 января 1922 года он вступил на этот пост и занимал его до 26 января 1924 года. В этот период, 20 мая 1923 года, конфедерация была приняла в ФИФА
Помимо футбола, Гомес занимался лёгкой атлетикой. В частности, он был победителем турнира «Флуминенсе» по бегу на дистанции 440 ярдов под названием «Кубок Вызова Уолтера» в 1910, 1911, 1912 и 1913 годах.

## Международная статистика
| Матчи Освалдо Гомеса за сборную Бразилии | Матчи Освалдо Гомеса за сборную Бразилии | Матчи Освалдо Гомеса за сборную Бразилии | Матчи Освалдо Гомеса за сборную Бразилии | Матчи Освалдо Гомеса за сборную Бразилии | Матчи Освалдо Гомеса за сборную Бразилии | Матчи Освалдо Гомеса за сборную Бразилии |
| ---------------------------------------- | ---------------------------------------- | ---------------------------------------- | ---------------------------------------- | ---------------------------------------- | ---------------------------------------- | ---------------------------------------- |
| №                                        | Дата                                     | Место проведения                         | Оппонент                                 | Счёт                                     | Голы                                     | Турнир                                   |
| 1                                        | 9 июля 1908                              | Рио-де-Жанейро                           | Аргентина                                | 2:3                                      | —                                        | Товарищеский матч                        |
| 2                                        | 28 августа 1910                          | Рио-де-Жанейро                           | Коринтиан                                | 2:5                                      | —                                        | Товарищеский матч                        |
| 3                                        | 12 сентября 1912                         | Рио-де-Жанейро                           | Аргентина                                | 0:4                                      | —                                        | Товарищеский матч                        |
| 4                                        | 21 июля 1914                             | Рио-де-Жанейро                           | Эксетер Сити                             | 2:0                                      | 1                                        | Товарищеский матч                        |
| 5                                        | 20 сентября 1914                         | Буэнос-Айрес                             | Аргентина                                | 0:3                                      | —                                        | Товарищеский матч                        |
| 6                                        | 24 сентября 1914                         | Буэнос-Айрес                             | Сборная клубов Аргентины                 | 3:1                                      | —                                        | Товарищеский матч                        |
| 7                                        | 27 сентября 1914                         | Буэнос-Айрес                             | Аргентина                                | 1:0                                      | —                                        | Кубок Рока                               |
| 8                                        | 13 мая 1917                              | Рио-де-Жанейро                           | Спортиво Барракас                        | 2:1                                      | —                                        | Товарищеский матч                        |

## Достижения
- Чемпионат штата Рио-де-Жанейро: 1906, 1907, 1908, 1909, 1911, 1917, 1918, 1919
- Обладатель Кубка Рока: 1914
- Победитель турнира Начала чемпионата Рио-де-Жанейро: 1916